# 霍赫馬德雷爾山
46°55′51″N 10°01′41″E / 46.930972°N 10.028°E

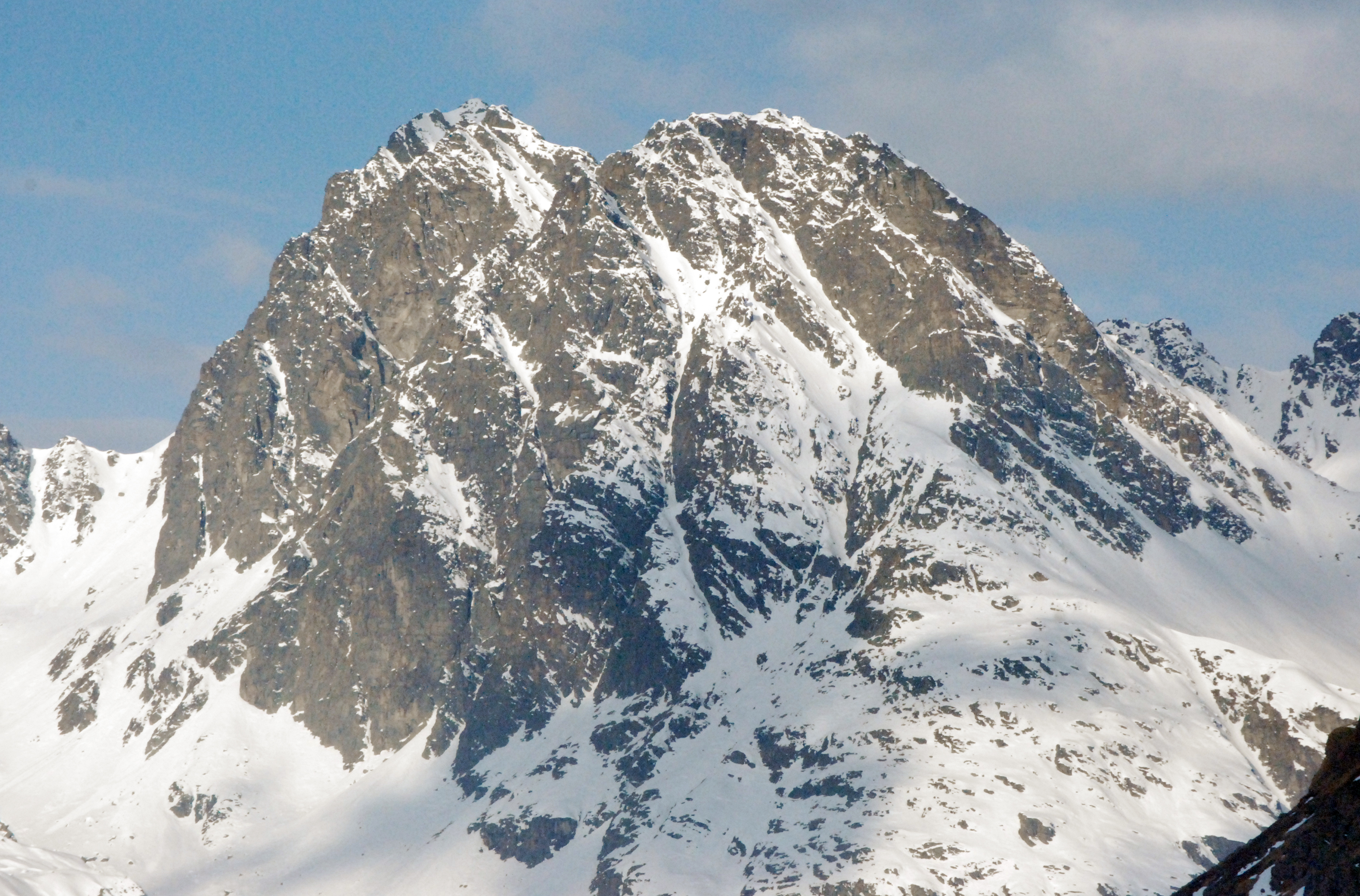

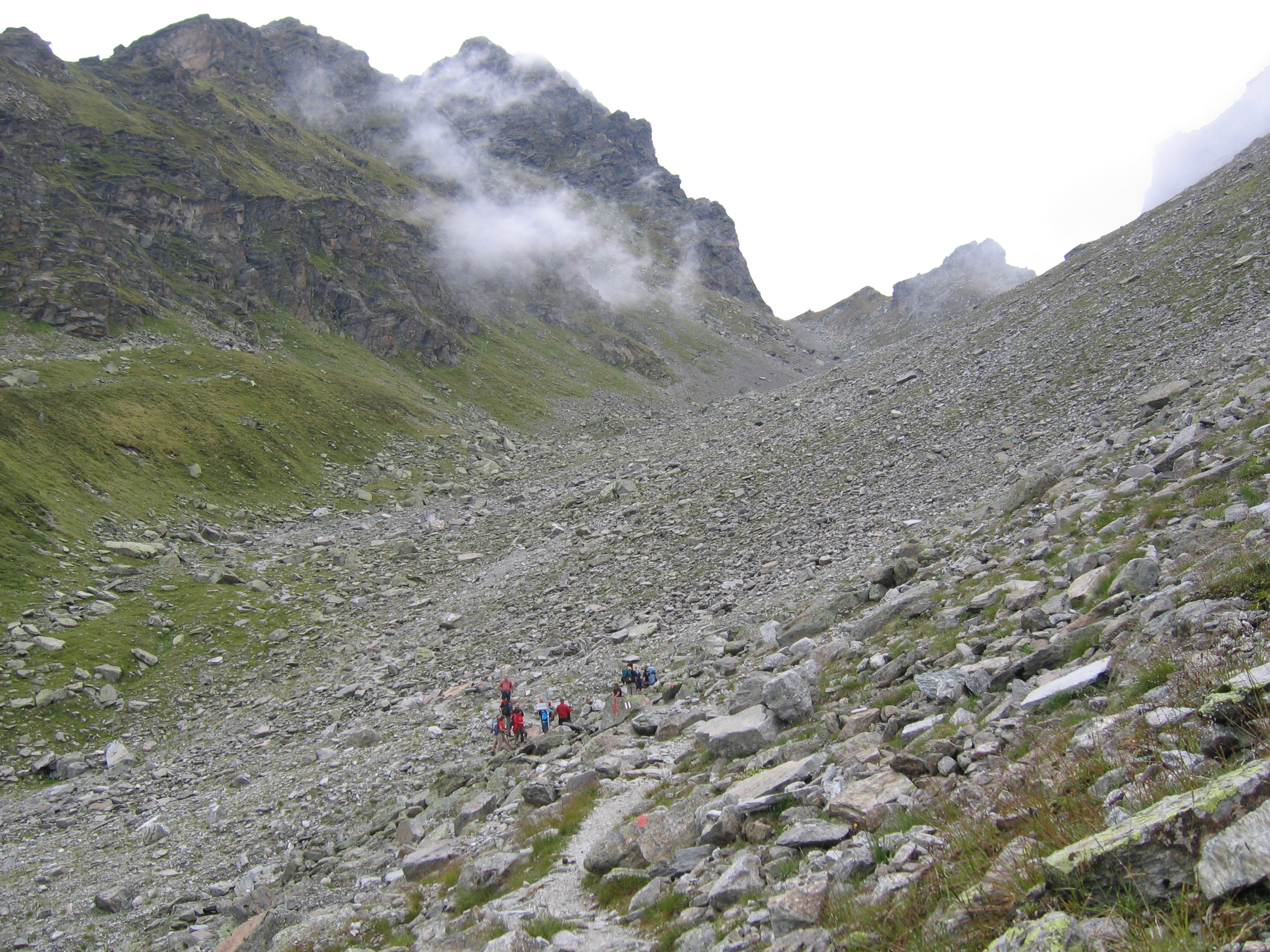

霍赫馬德雷爾山（德語：Hochmaderer），是奧地利的山峰，位於該國西部，由福拉爾貝格州負責管轄，屬於薩姆瑙恩阿爾卑斯山脈的一部分，海拔高度2,823米，每年平均降雨量1,367毫米。